# 唐娜玛丽亚
唐娜玛丽亚（西班牙語：Donamaría）是西班牙纳瓦拉的一个市镇。总面积24平方公里，总人口382人（2001年），人口密度16人/平方公里。